# Hrafnistumannasögur

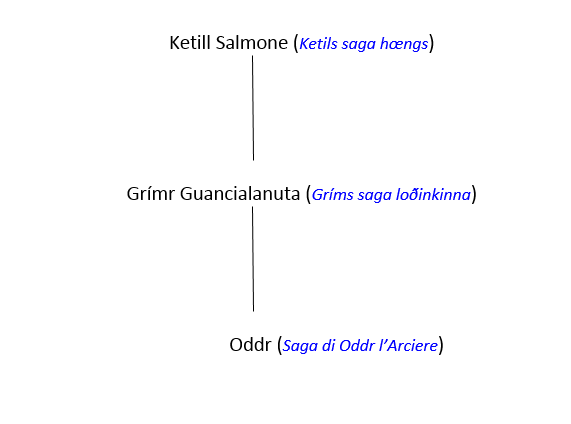
Albero genealogico di Ketill, Grímr e Oddr con relative saghe

Il Hrafnistumannasögur (italiano: Saghe degli uomini di Hrafnista) è un gruppo di saghe leggendarie islandesi che hanno per argomento la famiglia di Ketill Salmone, capostipite della famiglia. Hrafnista è il luogo da cui questa famiglia proviene, situato nel nord della Norvegia e corrispondente all'attuale Ramsta nell'isola di Nærøy. Ketill Salmone non è da confondere con il nipote omologo, Ketill Thorkelsson. Le saghe sono quattro:
- Ketils saga hœngs
- Gríms saga loðinkinna
- Örvar-Odds saga o Saga di Oddr l'Arciere
- Áns saga bogsveigis